# Elipse (figura de estilo)
Elipse (do grego élleipsis, "omissão", através do latim ellipse) é a omissão de um termo da frase que seja facilmente subentendido.

## Exemplos
- "No mar, tanta tormenta e tanto dano" (em "Os Lusíadas" de Camões) - onde se omite o verbo "haver", ainda que seja óbvia a intenção do autor.
- "Na sala, apenas quatro ou cinco convidados" (Machado de Assis) omite o verbo "haver".
- "Quanta maldade na Terra" omite o verbo haver.
- Na oralidade, quando alguém serve chá, pode perguntar "com ou sem açúcar?" - ainda que a frase não explicite que se está a referir ao chá, o próprio contexto serve para esclarecer o seu sentido.

## Zeugma
Zeugma é uma forma particular de elipse em que a expressão subentendida já foi mencionada anteriormente:
- "O colégio compareceu fardado; a diretoria, de casaca." (Raul Pompeia).
- João estava com pressa. Preferiu não entrar. ("Ele", "João", preferiu não entrar).

## Elipse narrativa
Em narrativa, elipse é a exclusão, pelo narrador, de determinados acontecimentos diegéticos, dando origem a vazios narrativos, mais ou menos extensos. A elipse é um processo fundamental da técnica narrativa, pois nenhum narrador pode relatar, com estrita fidelidade, todos os pormenores da diegese.